# Средний Толкиш
Средний Толкиш — деревня в Чистопольском районе Татарстана. Входит в состав Малотолкишского сельского поселения.

## География
Находится в центральной части Татарстана на расстоянии приблизительно 20 км по прямой на восток от районного центра города Чистополь у речки Толкишка.

## История
Основана во второй половине XVIII века, упоминалась также как Новопоселённый Толкиш.

## Население
Постоянных жителей было: в 1859 — 280, в 1897 — 535, в 1908 — 534, в 1920 — 615, в 1926 — 472, в 1938 — 438, в 1949 — 310, в 1958 — 181, в 1970 — 137, в 1979 — 86, в 1989 — 83, в 2002 — 113 (русские 73 %), 110 — в 2010.